# Grit & Grind
Grit & Grind — сьомий студійний альбом американського репера E-40, виданий 25 червня 2002 р. лейблами Jive Records та Sick Wid It Records. Реліз містить продакшн від Ліл Джона, Майка Діна, Майка Мослі, Ріка Рока та ін. Виконавчий продюсер: E-40. У записі альбому взяли участь 8Ball, Bun B, B-Legit, Lil Jon & The Eastside Boyz, Suga-T та ін. На «Automatic» та «Rep Yo City»/«Mustard & Mayonnaise» існують відеокліпи.

## Список пісень
1. «Why They Don't Fuck with Us»
2. «The Slap»
3. «Automatic» (з участю Fabolous)
4. «Rep Yo' City» (з участю Petey Pablo, Bun B, 8Ball та Lil Jon & The Eastside Boyz)
5. «It's All Gravity»
6. «7 Much» (з участю Kokane)
7. «Mustard & Mayonnaise» (Intro)
8. «Mustard & Mayonnaise»
9. «My Cup» (з участю Suga-T)
10. «Whomp Whomp» (з участю Keak da Sneak та Harm)
11. «Lifestyles»
12. «Til the Dawn» (з участю Suga Free та Bosko)
13. «End of the World»
14. «It's a Man's Game»
15. «Pimps, Hustlas» (Intro) (з участю James «Stomp Down» Bailey)
16. «Pimps, Hustlas»
17. «Fallin' Rain»
18. «Roll On» (з участю Afroman та B-Legit)

## Семпли
7 Much
- «Cold Blooded» у вик. Ріка Джеймса

Automatic
- «Dancing Machine» у вик. The Jackson 5

## Чартові позиції
Альбому
| Чарт (2002)               | Найвища позиція |
| ------------------------- | --------------- |
| США                       | 13              |
| US Top R&B/Hip-Hop Albums | 5               |

Синглів
| Пісня         | Чарт (2002)        | Найвища позиція |
| ------------- | ------------------ | --------------- |
| «Automatic»   | US Hot R&B Singles | 72              |
| «Rep Yo City» | US Hot R&B Singles | 73              |